# Ebbe Lehn Petersen
Ebbe Lehn Petersen (4. februar 1928 i Odense - 23. januar 2018) var en dansk arkitekt og indehaver af Lehn Petersens tegnestue i Odense. 
Ebbe Lehn Petersen var søn af arkitekt og kgl. bygnings inspektør Knud Lehn Petersen og Karen Sophie Henriette Meyer og barnebarn af arkitekt og kgl. bygnings inspektør Jens Vilhelm Petersen. Han tog eksamen på Odense Katedralskole i 1946 og fik sit afgangsbevis fra Kunstakademiet i København i 1953, hvorefter han var ansat først hos Viggo Møller-Jensens tegnestue fra 1952-53 og siden på Erik Møllers tegnestue fra 1953-54 inden han tilsluttede sig familiens eget tegnestuefællesskab. 
Ebbe Lehn Petersen drev sammen med broderen Erik Lehn Petersen og faderen Knud Lehn Petersen Lehn Petersens Tegnestue, som var en væsentlig tegnestue i fynsk lokal- og dansk kulturhistorie gennem familiens funktion som kongelige bygningsinspektører og udøvende arkitekter gennem det meste af det 20. århundrede.  
Ebbe Lehn Petersen har, sammen med sin far og bror i tegnestuefællesskab stået for både traditionelle og mere moderne byggerier samt en lang række store restaureringer. Ebbe Lehn Petersen blev eneejer af tegnestuen i 1974 i forlængelse af først broderens død i i 1972 og dernæst faderens død i 1974. 
Efter han blev eneindehaver af tegnestuen, men som også især hans far gjorde en stor indsats med, blev omdrejningspunktet for arkitektens virke særligt restaurering og sanering. Hvad enten Lehn Petersen har taget sig af hele bykvarterer, f.eks. H.C. Andersen kvarteret i Odense, eller har restaureret kirker og kirkeinventar, er resultatet præget af hans store viden om og interesse for kirkearkitektur.
Ebbe Lehn Petersen donerede inden sin død hele familiens store samling af tegninger vedrørende kirker og præstegårde til Nationalmuseets Antikvarisk-Topografiske Arkiv, mens materialet vedrørende andet institutionsbyggeri mm. er doneret til Danmarks Kunstbibliotek, Samlingen af arkitekturtegninger. 
Den store uvurderlige samling, der er grundlagt af Ebbes farfar Kgl. Bygningsinspektør Jens Vilhelm Petersen (1851-1931), ført videre af dennes søn Kgl. Bygningsinspektør Knud Lehn Petersen (1890-1974) og endelig af sidstnævntes sønner Erik Lehn Petersen (1923-1972) og Ebbe Lehn Petersen er dermed sikret og tilgængelig for eftertiden. 
| Værker |
| Sammen med Knud og Erik Lehn Petersen - Munkebjerg Kirke I Odense (1960-61 og 1971-72) - Bolbro Kirke i Odense (1960-61) - Haderslev Katedralskole (1964-67) - Skårup Statsem. Øvelsesskole (1966-68) - Bevarende sanering af H.C. Andersen kvarteret i Odense (1970-75) |

| Alene - Altersølv til Munkebo Kirke (1969) - Restaurering af Tersløse Kirke (1971-73) - Restaurering af Svindinge Kirke (1973-75) - Tilbygning til H.C. Andersens Hus, Odense (1974-76) - Hjallese Kirke (1982-83) - Altersølv og altervæg til Hjallese Kirke (1983) - Restaurering af Tommerup Kirke (1982-83) - Nyt alterparti i Ribe Domkirke (1987-88) - Restaurering af klokkehuset ved Kliplev Kirke (1991) - Restaurering af Lindelse Kirke (1991-93) - Restaurering af Ballum Kirke (1991-94) - Bevarende sanering af H.C. Andersen kvarteret i Odense (1970-75) - Restaurering af præstegårde og sognehuse bl.a. i Nørup, Højby, Rolfsted og Rønninge samt orgler bl.a. i Gudme, Gudbjerg, Tersløse, Bolbro, Munkebjerg og Hjallese Kirke samt Gråbrødre Klosterkirke. |